# Cenocoelius huggerti
Cenocoelius huggerti är en stekelart som beskrevs av Pitz och Michael J. Sharkey 2005. Cenocoelius huggerti ingår i släktet Cenocoelius och familjen bracksteklar. Inga underarter finns listade.